# Derkaczyk nielotny
Derkaczyk nielotny, chruścielowiec karłowaty, chruścielak karłowaty (Laterallus rogersi) – gatunek małego ptaka z rodziny chruścieli (Rallidae), zamieszkujący wyspę Inaccessible w archipelagu Tristan da Cunha na Oceanie Atlantyckim. Jest to najmniejszy żyjący obecnie gatunek ptaka nielotnego. Jest narażony na wyginięcie.

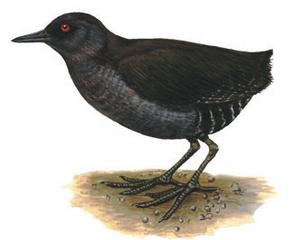
Rysunek

SystematykaGatunek jako pierwszy naukowo opisał Percy Lowe, nadając mu nazwę Atlantisia rogersi. Opis ukazał się w 1923 roku na łamach „Bulletin of the British Ornithologists’ Club”. Obecnie gatunek zaliczany jest do rodzaju Laterallus. Nie wyróżnia się podgatunków.
MorfologiaChruścielak mierzy 13–15,5 cm długości. Masa ciała: samce 35–49 g (średnio 40,5 g), samice 34–42 g (średnio 37 g). Jest ciemno upierzony.
LęgiPtak monogamiczny. Gniazdo budowane jest na ziemi pod osłoną gęstej roślinności. Lęg składa się z dwóch jaj składanych między październikiem a styczniem.
PożywienieŻywi się bezkręgowcami, w tym dżdżownicami, parecznikami, owadami i ich larwami, ale także jagodami i nasionami.
StatusMiędzynarodowa Unia Ochrony Przyrody (IUCN) uznaje derkaczyka nielotnego za gatunek narażony (VU – Vulnerable). W 2020 roku liczebność populacji szacowano na 9100 – 12 200 osobników. Trend liczebności populacji prawdopodobnie jest stabilny.